# Meyer-Niessen

Wappen des Henman Meyer-Niessen

Die Herren Meyer-Niessen (auch Meyer von Weiler oder Maiger von Wiler) waren ein Freiburger Adelsgeschlecht aus Weiler in der Gemeinde Stegen bei Freiburg im Breisgau.

## Herkunft
Die erste Erwähnung des Geschlechts der Meyer-Niessen geht auf eine Urkunde vom 6. August 1175 zurück. Darin erscheint unter anderen Edelleuten ein Lambertus villicus de Vilario als Zeuge einer Schenkung der Herren von Hasenburg an das Kloster St. Ursitz. Inwiefern dieser Lambertus mit dem 1280 genannten Villicus dct. Niesse beziehungsweise dem 1284 erwähnten C. villicus de Wiler oder dem 1286 auftretenden Meiger Niesse im Rat von Freiburg im Breisgau verwandt ist, muss dahingestellt bleiben. Hefele spricht sich eindeutig dafür aus und nennt diverse Siegelvergleiche.
Nach Maurer sollen die Herren Meyer-Niessen aus der Freiburger Kaufmannsschicht hervorgegangen sein.

## Verwandtschaftsverhältnisse
Julius Kindler von Knobloch hält die Herren Meyer-Niessen für Stammes- und Wappengenossen der Herren Geben, eines alten Freiburger Adelsgeschlechts.
Johann Daniel Schöpflin hält die Herren Meyer von Weiler (Meyer-Niessen) und die Herren Meyer von Hueningen als zwei Linien eines Geschlechts, wofür ebenfalls die Ähnlichkeit der beiden Wappen spricht.

## Geschichte

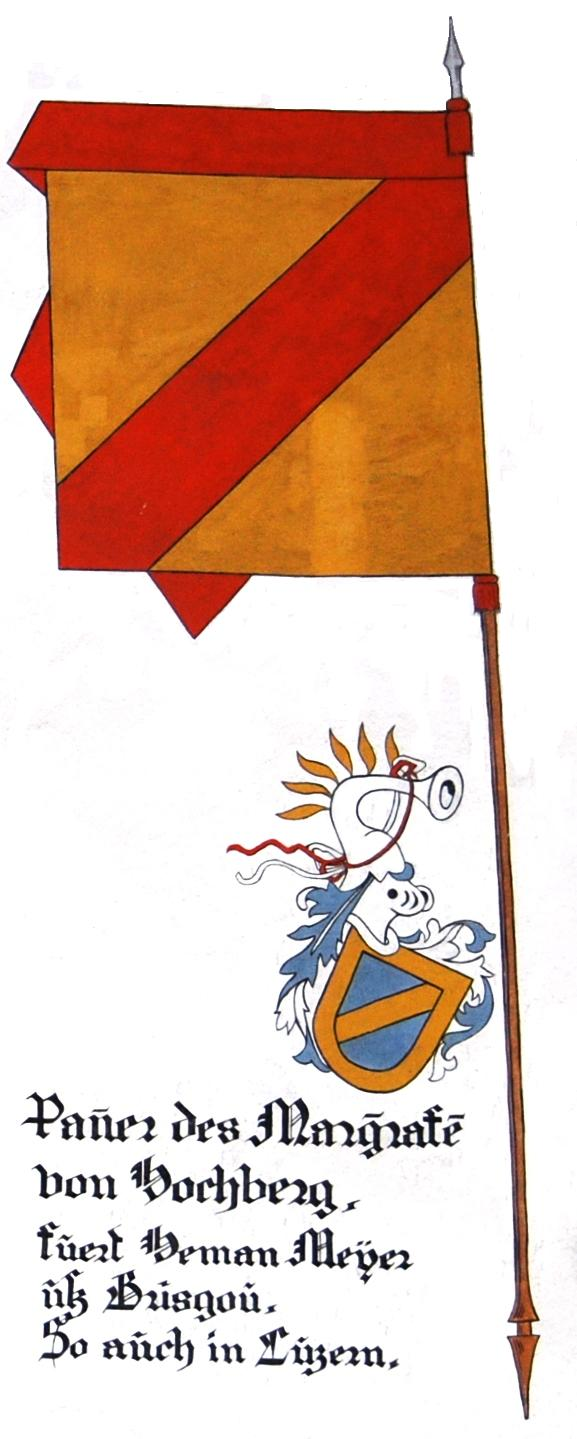
Schlachtbanner des Markgrafen von Baden bei der Schlacht bei Sempach und Wappen dessen Bannerträgers Henman Meyer-Niessen

Heinrich Meyer-Niessen wird in den Jahren 1324, 1330, 1332, 1337 als Ratsmitglied genannt. 1343 machte er eine Vergabung an das Kloster St. Peter 1343 und kaufte 1344 Güter in Ebnet. Er war verheiratet mit Catharina von Munzingen. Heinrich Meyer-Niessen starb 1345. Ihm und seiner Gattin wurde am 23. Dezember im heiligen Geist-Spital in Freiburg gedacht. Von ihren Töchtern waren Linsa, Katarina, Agnes und Elsa 1340 Klosterfrauen im Kloster Günterstal, Anna (erwähnt 1345) war 1357 die Gattin des Geben, genannt Blageben, der 1368 starb. Anna folgte ihm am 17. März 1391.
Mayer Berthold von Wiler, Bürger in Neuenburg, verkaufte 1320 Güter in Krotzingen an die Wilhelmiten in Freiburg. Das Necrologium der Johanniter in Neuenburg erwähnt unter dem 23. März: „† Bertholdus de Wiler, Anna, uxor sua, Burcardus et Johannes, filii, Mehtildis, filia eorum, uxor Petri Meiger, H. an dem Stalten, uxor sua. Bruder Johannes Meyer, laboriosus ac diligens scriba, qui circa annum 1341 antiquum urbarium diligenter scripsit“. Berthold wird 1348 als Siechmeister zu Thennenbach genannt. Er starb nach dem Necrologium dieses Klosters am 24. April.
Ein Streit einiger Ratsmitglieder mit der Stadt Freiburg führte 1356 zum Ausschluss einiger Geschlechter, darunter die Meyer-Niessen, aus dem Freiburger Rat. Davon betroffen waren u. a.: „der alt Meygerniesse sin süne, und irü kint; Hug Trösche; Hesse Münzmeister; her Egenolf Kücheli; und gemeinlich alle die da bi waren, den man sprach Löcheler und alle irü kinde.“
Der Edelknecht Johannes Meyer-Niessen war verheiratet mit Agnes. Aus der Ehe gingen die Kinder Hennin († 1387 evtl. identisch mit dem am 20. März 1387 verstorbenen Edelknecht), Guta († vor 1387), Tyanne (Klosterfrau in Günterstal; † vor 1387), Gottfried (Kirchherr in Freiburg), Nesa (verheiratet mit Henni Küchlin) und Hans oder Hanmann hervor. Der Edelknecht Johans Meigererniesse, Henni Meigerniesse der iunger und Heinrich Meigernieß gehörten zu den Gründungsmitgliedern der 1370 gegründeten Freiburger Adelsgesellschaft „von dem Stern“. Am 15. Oktober 1387 vergabte Johannes dem Kloster Günterstal zu seinem und zum Seelenheil seiner Familie Güter und Zinseinkommen im Tal von Kirchzarten. Wie es scheint überlebte er eine Vielzahl seiner Kinder.
Der 1349 als Edelknecht und 1368 als Ritter bezeichnete Heinrich Meyer war wohl der Bruder des vorgenannten Johannes. Er war verheiratet mit Claranna, der Tochter des Edelknechts Berhold von Neuenfels. Wie es scheint, entsprang dieser Ehe eine Tochter namens Claranna, die mit Burkard von Keppenbach verheiratet war, sowie Hermann, der 1388 als Klosterbruder in der Johanniter-Komtur in Freiburg, später in Neuenburg, dann in Heitersheim lebte, wo er als Statthalter am 10. März 1405 verstarb.
In den Gefallenenlisten der Schlacht bei Sempach erscheinen ein Henmann Meyer-Niessen, Bannerträger des Otto von Hachberg, sowie ein Walter Mayer, welcher von Heinrich Schreiber als Mayer von Weiler, sonst aber als Walter Mayer von Hüningen erwähnt wird. Wie diese in die Ahnenreihe der Herren Meyer eingeordnet werden sollen, ist nicht klar ersichtlich. Mit vorgenanntem Henmann Meyer-Niessen ist wohl der Henmannus Meiger im Jahrzeitbuch des Stifts St. Leonhard in Basel für die „am 7. Juli 1386...bei Sempach Getöteten“  gemeint. Adolf Poinsignon geht in seinem 1886 geschriebenen Aufsatz mit dem Titel „Wappentafel der bei Sempach gefallenen Angehörigen des Breisgauischen Adels“ davon aus, dass der „erwähnte Hanman Maigernies wohl identisch mit Hanman Meiger von Wiler, ein Stücki von Waldkirch“, ist.
Der Sohn des Johannes Meyer-Niessen, Hans oder Hanmann, wird 1387 als Edelknecht bezeichnet. Er wird 1389 und 1419 als Bürgermeister bezeichnet und 1392 sowie 1418 als Ratsmitglied genannt. Er war mit Ursula von Tanneck verheiratet. Aus dieser Ehe entstammten Johannes, Elisabeth, Ennelin, Ursula, Suselin und Hans Ulrich Meyer von Wyler. Hans verkaufte 1393 der Kirche in Waldshut einen Hof in Wutöschingen und wird als Pfleger des Spitals noch 1415 und 1417 genannt. Sein ältester Sohn Johannes bekam am 13. Juni 1412 das Meyerthum in Weiler vom Kloster St. Peter zu Lehen. Ob dieser identisch ist mit Hans Meyer dem Jungen, welcher 1420 und 1425 im Rat saß, und dem 1423 sowie 1434 genannten Hanmann M. und Junker Hans Meyer von Willer 1445, kann nicht zweifelsfrei geklärt werden. Seine Schwester Elisabeth war 1417 Klosterfrau im Kloster Günterstal. Ursula war verheiratet mit dem Junker Rotlieb Rot.
Ihr jüngster Bruder Hans Ulrich Meyer von Wyler wird 1426 und 1459 als Ratsmitglied von Freiburg erwähnt, 1445 und 1464 gar als Bürgermeister der Stadt. Am 11. November 1436 wurde er von Herzog Friedrich dem Älteren in die Gesellschaft Sankt Jörgenschild und St. Wilhelm Schild aufgenommen, deren Statuten er nachzukommen versprach. Er durfte 1442 das Meyertum in Weiler verkaufen, wurde 1459 mit den von Falkenstein wegen der Wildbänne im Kirchzarter Thale verglichen, mit welchen er von den Herzogen von Österreich 1467 und 1478 belehnt wurde. Im Jahre 1460 besaß Hans Ulrich Meyger das Haus zur Weylersburg in der Herrenstraße in Freiburg. Er starb am 16. September 1480 als der Letzte seines Namens. Seine Witwe Margaretha Rot, welche das Bürgerrecht in Freiburg erworben hatte, vermählte sich mit Hans von Reischach, der 1501 von den Erzherzogen nach dem Erlöschen der Meyer von Weiler mit dem Meyerthum in Weiler belehnt wurde. — Anniversarium domicelli hans vdalrici meygers de wiler, hamanni meygers, patris ejus, Domine Ursule de Tannek, matris ejus, Domine Ursule de Tannek, sororis ejus, Johannis Rottlieb, filii ejus, Burkhardi Meygers de Aystetten, Domine Anne meygerin, uxoris ejus, omnium liberorum et antecessoruin.
Wie die Verwandtschaftsverhältnisse der 1411 als Äbtissin des Klosters Günterstal genannten Thinanna Meigerin und der am 9. September 1418 verstorbenen Anna Meigerin quondam abbatissa einzuordnen sind, ist nicht klar, ebenso wenig für Anna Meyerin von Wile, Gattin des Heinrich von Heudorf zu Eistetten 1446.
Laut Christian Wurstisen fiel in der Schlacht am Bruderholz am 22. März 1499 auf österreichischer Seite ein Hans Ulrich Meier.

## Wappen
Schild: Im gold gerandeten blauen Schilde ein silberner Schrägrechtsbalken.
Decken und Helmzier je nach Familienzweig verschieden:
Auf dem Helm ein silber-rot gespaltener Federbusch oder auf rotem Kissen mit roten Quasten an goldenen Knöpfen eine silber rot gespaltene Kugel oder ein außen mit fünf roten Hahnenfedern bestecktes silbernes Büffelhorn mit roter Schnur; Die Helmdecken sind rot-silbern (Neuerer Miltenberger Wappen-Codex, fol. 187a und 188); ein silber rot gespaltener Ball, Helmdecken rot silber. (Aelterer Donaueschinger Codex, fol. 112a «Meyer genannt Willer»); ein außen mit fünf roten Federn bez. mit fünf goldenen Aepfeln besetztes silbernes Büffelhorn mit verschlungener roter Schnur oder auf rotem Kissen mit silbernen Quasten ein rot silbern bez. silber rot gespaltener Ball; Die Helmdecken blau silber (Meyger Nies im Wappenbuche des Georg von Stadion, pag. 261, bez. Meyer von Wihler im Jüngeren Donauesch. Codex, fol. 134 und bei Siebmacher V, pag. 197, No. 6 «Meyer von Weyler».) Das Büffelhorn mit Schnur führte 1388 der Comthur Hermann Meyger, den Ball auf dem Kissen 1463 Hans Ulrich Meyer von Wiler.
Es besteht Stammes- und Wappenverwandtschaft zur Familie Geben bzw. Geben-Schüser sowie Stammesverwandtschaft zu den von Hagenau (Der Edelknecht Heinrich Geben nannte 1413 Konrad von Hagenau seinen Bruder. (Quelle: Julius Kindler von Knobloch: „Oberbadisches Geschlechterbuch“ (Band 2): He – Lysser, Heidelberg, 1905, Blatt: 427)

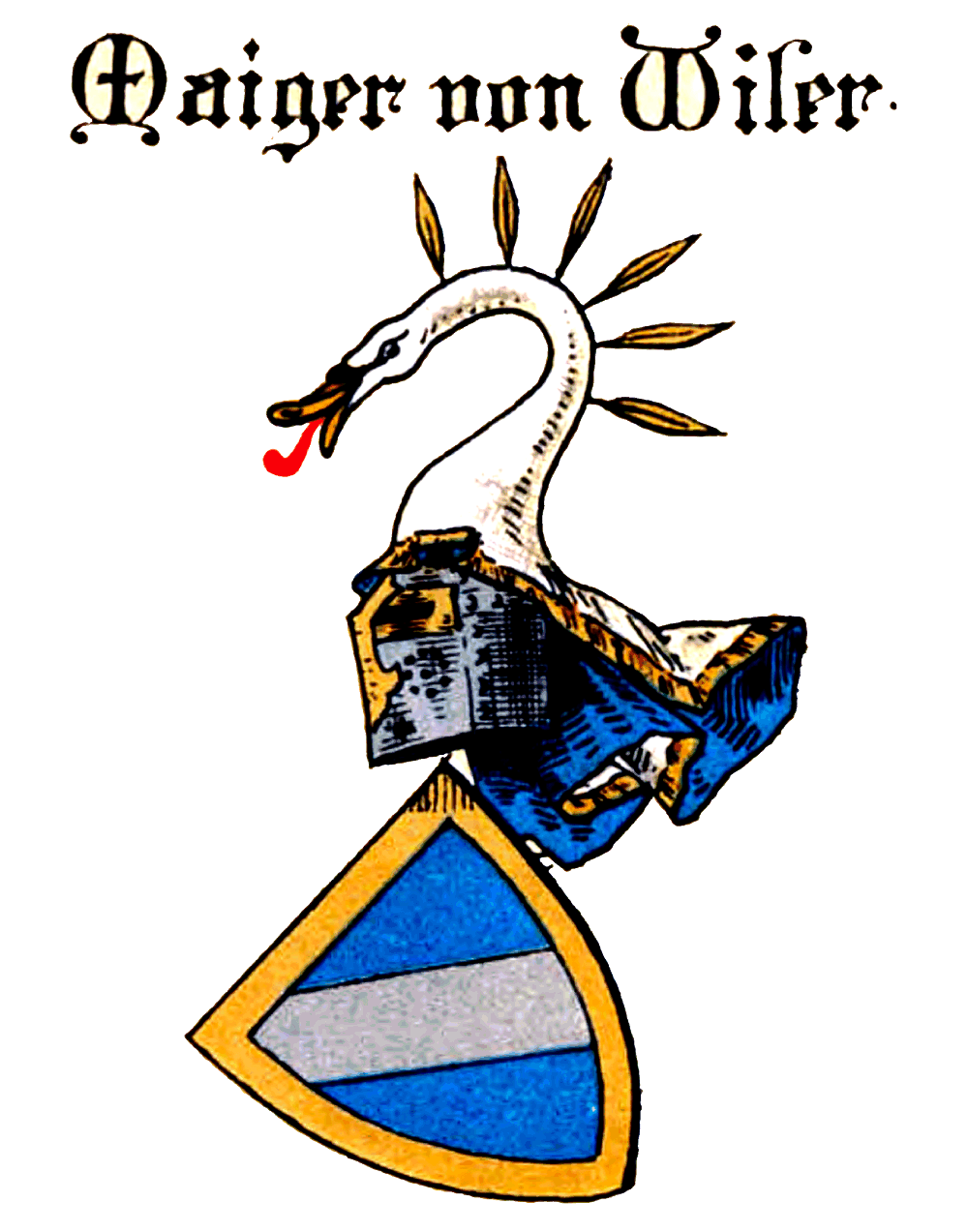
Wappen des Henmann Maiger von Wiler, sonst Meyer von Weiler genannt
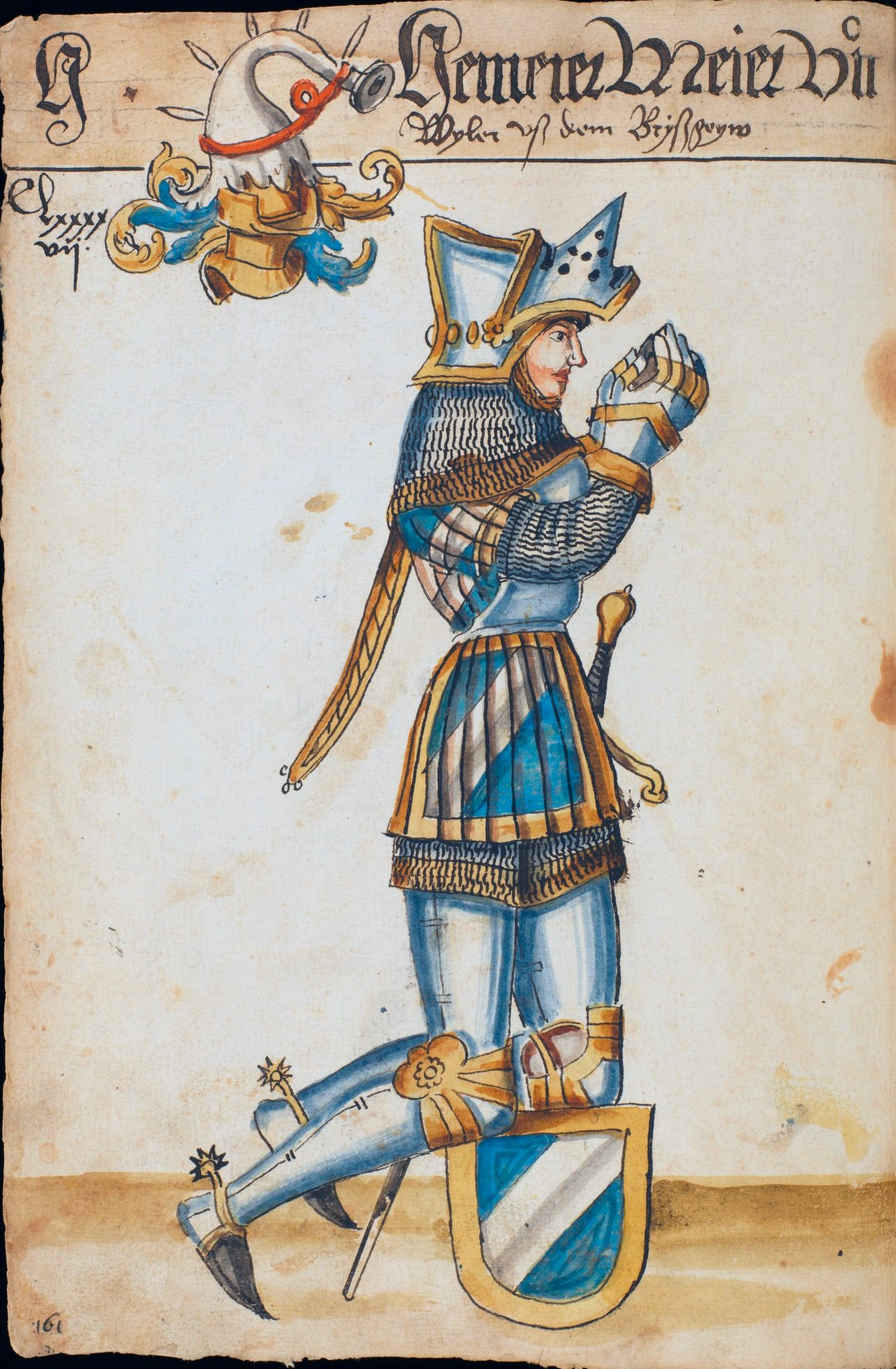
Ritter Meier von Hemeter aus dem Breisgau im Jahr 1386
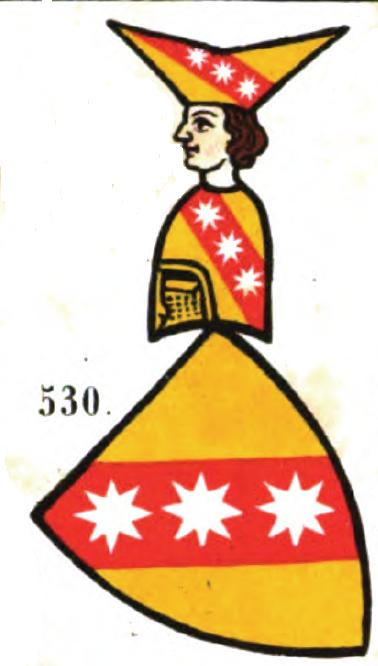
Wappen der Meyer von Hüningen
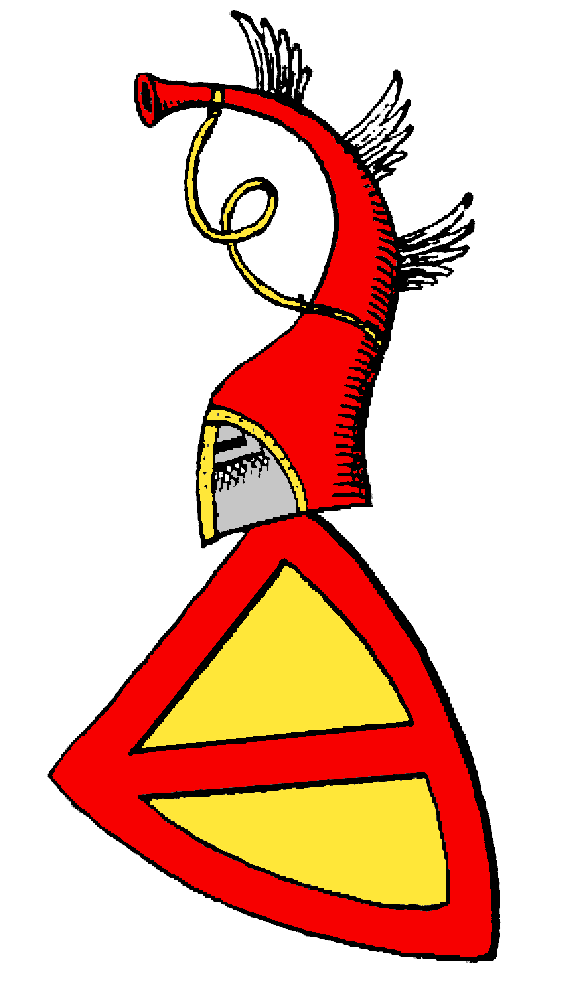
Wappen der Geben-Schüser
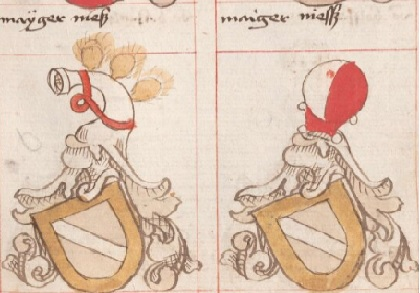
Wappen der Familie Meyer-Niessen mit verschiedener Helmzier aus der Zeit vor dem 15. Jh.
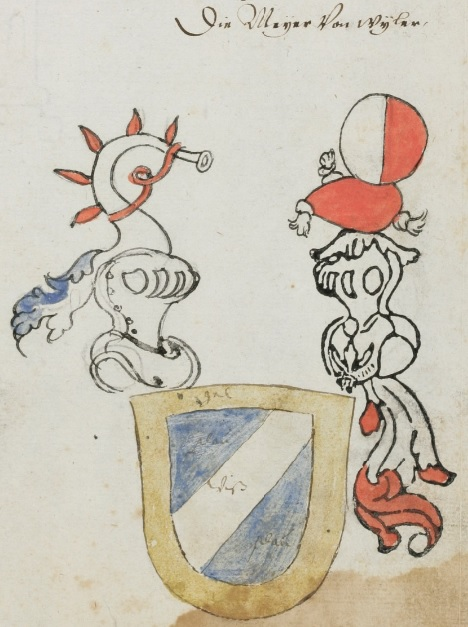
Wappen der Meyer von Wyler, Mitte 16. Jh.

## Publizierte Urkundenregesten
| Jahr | Datum        | erwähnte Person(en)                                                                       | Anmerkung | Quelle |
| 1297 |              | Clawes                                                                                    | | Julius Kindler von Knobloch: Oberbadisches Geschlechterbuch. Herausgegeben von der Badischen Historischen Kommission. Bd. 3: M - R. Carl Winter, Heidelberg 1919, S. 87. |
| 1314 | 5. Oktober   | Henzin Meigerniessen                                                                      | Sühne mit den Brüdern Kolmann mit der Stadt Freiburg | Urkundenbuch der Stadt Freiburg, 1828, Band 1, S. 145. |
| 1317 |              | Heinrich Meyernies                                                                        | | Julius Kindler von Knobloch: Oberbadisches Geschlechterbuch. Herausgegeben von der Badischen Historischen Kommission. Bd. 3: M - R. Carl Winter, Heidelberg 1919, S. 87. |
| 1318 | 8. August    | Heinriche Meiger Niessen;                                                                 | Verkauf einer Wiese zu Kirchzarten nach ihrem früheren Besitzer „Birchidörferin Brühl“ genannt wird und an die Wiese der Herren von Oberried stößt, woran u. a. Heinrich Meiger-Niessen 6 Schilling jährlichen Zins erhält, an den Freiburger Bürger Johannes Weiß-Sutter. | Zeitschrift für die Geschichte des Oberrheins. Bd. 19, 1866, S. 89 |
| 1324 | 18. August   | Heinrich Meyer Niesse                                                                     | Verkauf der Herren von Falkenstein an Kloster Thennenbach | Zeitschrift für die Geschichte des Oberrheins. Bd. 12, 1861, S. 377 |
| 1326 | 26. Februar  | Heinrichen Meiger Niessen                                                                 | Urfehde des Wilhelm Kolmann mit der Stadt Freiburg | Urkundenbuch der Stadt Freiburg, 1828, Band 1, S. 257. |
| 1332 | 4. Juni      | Heinrich Meigerniesse; Geben gen. der Babest                                              | Verkauf verschiedener Gülten im Dorf und Bann „Ellikouen“ an Berthold von Münster, Brodbeck zu Totenovwe. Zeugen: Rudolf der Turner, Heinrich Meigerniesse, Heinrich der Brehter, Joh. Hübschmann, Geben gen. der Babest, Heinrich Morhart. | Hauptmann: Das Pfarrarchiv zu St. Martin in Freiburg, Badische Mitteilungen 8, S. m36 |
| 1334 |              | Heinrich Meiyer-Niessen                                                                   | Sohn Heinrichs | Julius Kindler von Knobloch: Oberbadisches Geschlechterbuch. Herausgegeben von der Badischen Historischen Kommission. Bd. 3: M - R. Carl Winter, Heidelberg 1919, S. 87. |
| 1337 | 11. Februar  | Heinrich Meiger Niesse                                                                    | Anna Girsnest und ihre Tochter Anna, Bürgerinnen von Freiburg, übergeben mit Wissen ihrer Salleutre Hug Ederlins, Johannes Snewlins, Herrn Steffans Sohn, und Lupen von Neuenburg 6 Pfr. an Gülten etc. Zeugen: Johannes Run von Valkenstein, Rudolf der Turner, Walther von Valkenstein und Heinrich Meiger Niesse. | Hauptmann: Das Pfarrarchiv zu St. Martin in Freiburg, Badische Mitteilungen 8, S. m36 |
| 1338 | 4. September | Heinrich Meijer Niesse                                                                    | Schlichtung betr. Burg Lichteneck | Zeitschrift für die Geschichte des Oberrheins. Bd. 13, 1861, S. 197f. |
| 1341 | 4. Juli      | Henni Merger                                                                              | Meister Ruetschi von Basel, Brodbeck und Bürger zu Freiburg, thut kund, dass er 3 1/2 Mutt Weizengülte, die ihm bisher Cunze der Hipper von Crozzingen ab 2 Jauch. Acker daselbst u. im Innikouer Veld gab, um 12 Pfg. Freib. Währung an Jungfrau Nese von Muntzingen verkauft hat. Zeugen: Rudolf Geben der Müntzemeister, Rudolf der Soler, Meinwart sein Bruder und Henni Merger, Bürger zu Freiburg. | Hauptmann: Das Pfarrarchiv zu St. Martin in Freiburg, Badische Mitteilungen 8, S. m37 |
| 1341 | 6. November  | Heinrich Meiger (Niessen)                                                                 | Kompromiss zwischen Graf Conrad von Freiburg und dem Bischof von Straßburg. | Zeitschrift für die Geschichte des Oberrheins. Bd. 13, 1861, S. 227. |
| 1342 | 13. Mai      | Heinrich Meiger (Niessen)                                                                 | Graf Conrad von Freiburg verbietet eine Mühle an dem Eschbach zu bauen, und jenen von Eschbach, Vorder-Eschbach und Steurental, und all seinen und des Klosters St. Peter (Eigen-)Leuten dorthin zum Mahlen zu fahren bei einer Strafe von 5 fz. D. und Heinrich dem Meier von Weiler (bei Stegen ehem. Lehen der Schnewlins) 3 fz. D. | Zeitschrift für die Geschichte des Oberrheins. Bs. 13, 1861, S. 325. |
| 1348 |              | Sophia Meiyer-Niessen                                                                     | Sophia, Aebtissin von Wonnenthal | Julius Kindler von Knobloch: Oberbadisches Geschlechterbuch. Herausgegeben von der Badischen Historischen Kommission. Bd. 3: M - R. Carl Winter, Heidelberg 1919, S. 87. |
| 1354 |              | Sophia Meiyer-Niessen                                                                     | Sophia, Aebtissin von Wonnenthal | Julius Kindler von Knobloch: Oberbadisches Geschlechterbuch. Herausgegeben von der Badischen Historischen Kommission. Bd. 3: M - R. Carl Winter, Heidelberg 1919, S. 87. |
| 1356 | 11. Juni     | der alt Meygerniesse sin süne, und irü kint                                               | Streit einiger Ratsmitglieder mit der Stadt Freiburg und deren Ausschluss aus dem Freiburger Rat. | Urkundenbuch der Stadt Freiburg, 1828, Band 1, S. 441. |
| 1360 | 15. Februar  | Johannes Meigerniessen                                                                    | Zahlung der Gräfin Clara von Tübingen aus den 100 Pfd. Pfennigen die sie von der Stadt Freiburg jährlich erhält an die Wittwe des Geben Baners. Zeuge Geben-Münzmeister | Zeitschrift für die Geschichte des Oberrheins. Bd. 19, 1866, S. 360. |
| 1360 | 13. April    | Edelknecht Henselin Meiger von Kirnberg                                                   | Zinszusage an Elisabeth Kotz, Witwe des Johann Gebauer | Zeitschrift für die Geschichte des Oberrheins. Bd. 19, 1866, S. 363. |
| 1361 |              | Anna de Nortswaben Johannis villici de Wil Greda Henninus                                 | Anna de Nortswaben, relicta qu. Johannis villici de Wil, Greda et Henninus, ejus liberi | Julius Kindler von Knobloch: Oberbadisches Geschlechterbuch. Herausgegeben von der Badischen Historischen Kommission. Bd. 3: M - R. Carl Winter, Heidelberg 1919, S. 87. |
| 1361 | 8. Dezember  | Johannes Meigerniessen                                                                    | Gräfin Clara von Tübingen versichert den Pflegern der Gottfried Liebermannischen Relikten von Waldkirch, dem Ritter Walther von Falkenstein, Conrad Aederlin, Johannes Meigerniessen, aus den 100 Pfd. Pfennigen die sie von der Stadt Freiburg jährlich erhält einen auf Dreikönig fälligen Zins von 9 Pfd. Pfenn. von 45 Mark Silbers Kapital zu zahlen. Zeugen: Geben Müntzmeister und Cunrat Müntzmeister, der stette schriber Anmerkung: Johann Meigernies 1359, Pfleger der Kinder des † Götz Liebermann 1363; als Bruder seiner Gattin wird 1364 Hermann Goldsmid bezeichnet. | Zeitschrift für die Geschichte des Oberrheins. Bd. 19, 1866, S. 368. |
| 1362 | 14. Februar  | Johans Meigerniessen                                                                      | Gräfin Clara von Tübingen versichert den Pflegern der Gottfried Liebermannischen Relikten von Waldkirch, dem Ritter Walther von Falkenstein, Conrad Aederlin, Johannes Meigerniessen, aus den 100 Pfd. Pfennigen die sie von der Stadt Freiburg jährlich erhält einen auf Dreikönig fälligen Zins von 10 Pfd. Pfenn. von 50 Mark Silbers Kapital, welche von den 20 Pfd. Pfg zu zahlen sind die vorher an Walther von Falkenstein gingen. Zeugen: Cunrat Müntzmeister, der stette schriber                                                                                           | Zeitschrift für die Geschichte des Oberrheins. Bd. 19, 1866, S. 371. |
| 1363 |              | Heinrich Meiyer-Niessen                                                                   | Sohn Heinrichs | Julius Kindler von Knobloch: Oberbadisches Geschlechterbuch. Herausgegeben von der Badischen Historischen Kommission. Bd. 3: M - R. Carl Winter, Heidelberg 1919, S. 87. |
| 1370 | 23. August   | Johans Meigerniesse Henni Meigerniesse der junger Heinrich Meigernieß                     | Gründung des Adelsbund Gesellschaft von dem Stern | Urkundenbuch der Stadt Freiburg, 1829, Band 2, S. 4. |
| 1371 | 3. März      | Heinrich Meiger Niessen                                                                   | Verschreibung eines Darlehens des Grafen Egen von Freiburg | Zeitschrift für die Geschichte des Oberrheins. Bd. 16, 1964, S. 364. |
| 1374 | 20. Dezember | Heinrich Meiger                                                                           | Graf Egen von Freiburg verspricht seinen Gläubigern sie schadlos zu halten | Zeitschrift für die Geschichte des Oberrheins. Bd. 17, 1865, S. 68. |
| 1376 | 25. April    | Heinrich Meigerniessen                                                                    | Bürge für Graf Egen von Freiburg | Zeitschrift für die Geschichte des Oberrheins. Bd. 19, 1866, S. 378. |
| 1376 | 7. August    | Goetfridi Meigernies rectoris ecclesie parochialis in Friburg predicti ordinavi sigillari | Vollzug der Johannes Schwarz Pfründe auf dem Heiligendreikönigs-Altar im Freiburger Münster. | Peter P. Albert: Urkunden und Regesten zur Geschichte des Freiburger Münsters. Herder, Freiburg 1907–1914, Urkunde 234. |
| 1384 | 14. Oktober  | Götfridus dictus Meiger                                                                   | Gottfried Meyer-Niessen, Pfarrrektor von Freiburg erteilt seine Zustimmung zu der Pfründestiftung des Nikolaus Ungehür im Freiburger Münster. | Peter P. Albert: Urkunden und Regesten zur Geschichte des Freiburger Münsters. Herder, Freiburg 1907–1914, Urkunde 276. |
| 1392 | 12. März     | Heinrich Meiger Nieß seligen                                                              | Ulrich Ruber übernimmt die Bürgschaft für Graf Conrad von Freiburg über 100 Goldgulden des verstorbenen Heinrich Meyer-Niessen | Zeitschrift für die Geschichte des Oberrheins. Bd. 20, 1867, S. 322. |
| 1399 | 28. November | Johannes Meyger; Heinrich Meyger                                                          | Götfridus Villici, vormals Pfarrrektor zu Freiburg, und der Edelknecht Johannes Meyger bringen dem bischöflich konstanzischen Generalvikar in geistlichen Sachen für die durch den freiwilligen Verzicht des bisherigen Inhabers Friedrich Spek erledigte Pfründe auf St. Oswalds-Altar, genannt der Muoltlerinnen Pfründe, als Lehnsherrn derselben den Kleriker Heinrich Meyger in Vorschlag und bitten um seine Einsetzung. | Peter P. Albert: Urkunden und Regesten zur Geschichte des Freiburger Münsters. Herder, Freiburg 1907–1914, Urkunde Nr. 335, Münsterarchiv. |
| 1400 | 19. Juni     | Hanmann Meyger                                                                            | Der bischöflich konstanzische Generalvikar für geistliche Angelegenheiten bestätigt auf Bitten von Bürgermeister, Edelknecht Hanmann Meyger, und Rat der Stadt Freiburg die von weiland dem Freiburger Bürger Burkhard Bucher selig zum Engel auf dem Liebfrauen- oder einem andern Altar im Münster gestiftete Priesterpfründe. | Peter P. Albert: Urkunden und Regesten zur Geschichte des Freiburger Münsters. Herder, Freiburg 1907–1914, Urkunde Nr. 345, Münsterarchiv. |
| 1409 | 11. März     | Hanmann Meiger                                                                            | Rütschi Zeringer und Claure Bernlaepin sin eliche frou schreiben an ihren lieben öhem Hanman Meiger (von Weiler) und sine gesellen pflegere des Graessers seligen ordenung. | Peter P. Albert: Urkunden und Regesten zur Geschichte des Freiburger Münsters. Herder, Freiburg 1907–1914, Urkunde Nr. 383. |
| 1417 | 8. Juni      | der frome Hanman Meyer, zuo disen ziten burgermeister ze Friburg                          | Verkauf eine Pfründe | Peter P. Albert: Urkunden und Regesten zur Geschichte des Freiburger Münsters. Herder, Freiburg 1907–1914, Urkunde Nr. 414. |
| 1419 | 8. Juni      | des fromen Hanman Meyer                                                                   | Pfründe im Freiburger Münster betreffend | Peter P. Albert: Urkunden und Regesten zur Geschichte des Freiburger Münsters. Herder, Freiburg 1907–1914, Urkunde Nr. 431. |
| 1464 | 3. Juni      | der vest iunker Hans Ulrich Meyger von Wiler                                              | Der kilchherr und die caplan gemeinlich in unser üben frauen münster zuo Freyburg im Bryßgaw beurkunden: Als dann der vest iunker Hans Ulrich Meyger von Wiler umb des benanten unserer liben frauen munster baus pfleger fünf pfunt pfenning jerlicher gült erkauft und drü pfunt pfenning umb sin, siner vater und muter, frunden und vordem jarzit zuo begon uns und unsern nochkomen von denselben fünf pfunt pfenning jerlichs zuo geben mit etlichen underscheiden geordent hat, alles noch lüt eins briefs etc.                                                               | Peter P. Albert: Urkunden und Regesten zur Geschichte des Freiburger Münsters. Herder, Freiburg 1907–1914, Urkunde Nr. 753. |
| 1465 | 20. März     | der vest iunker Hans Ulrich Meyger von Wiler                                              | Heinrich von Muntzingen gibt unter dem Siegel des Schultheißen Hans Rot von Freiburg ze koufende dem vesten Hansuolrichen Meyger von Wiler burgermeister und den ersamen Michel Mittag obresten Zunftmeister und Clewin von Ougspurg, alle drie pflegere unser lieben fronen buwes des munsters zuo Friburg, und an desselben buwes statt sinen teile ist... | Peter P. Albert: Urkunden und Regesten zur Geschichte des Freiburger Münsters. Herder, Freiburg 1907–1914, Urkunde Nr. 781. |
| 1482 | 30. Juli     | Elisabeth Meigerniessin                                                                   | Klosterfrau in Güntherstal | Julius Kindler von Knobloch: Oberbadisches Geschlechterbuch. Herausgegeben von der Badischen Historischen Kommission. Bd. 3: M - R. Carl Winter, Heidelberg 1919, S. 87. |
| 1482 | 30. Juli     | Erasmus Meyer von Wyler                                                                   | Catharina, die Tochter des Freiherrn Trudpert von Stauffen, und der Anna Gräfin von Fuerstenberg, war mit einem Erasmus Meyer von Wyler verheiratet | Primärliteratur: Gabriel Bucelinus: Constantia sacra et profana. Frankfurt 1667, S 100O; Sekundärliteratur: Julius Kindler von Knobloch: Oberbadisches Geschlechterbuch. Herausgegeben von der Badischen Historischen Kommission. Bd. 3: M - R. Carl Winter, Heidelberg 1919, S. 87. |
| 1496 | 7. November  | Eis Meyerin                                                                               | Witwe des Henslin von Landegk | Julius Kindler von Knobloch: Oberbadisches Geschlechterbuch. Herausgegeben von der Badischen Historischen Kommission. Bd. 3: M - R. Carl Winter, Heidelberg 1919, S. 87 |